# Lustrochernes reimoseri
Lustrochernes reimoseri är en spindeldjursart som beskrevs av Beier 1932. Lustrochernes reimoseri ingår i släktet Lustrochernes och familjen blindklokrypare. Inga underarter finns listade i Catalogue of Life.